# Darjeelingbanan
Musa sikkimensis är en enhjärtbladig växtart som beskrevs av Kurz. Musa sikkimensis ingår i släktet bananer, och familjen bananväxter. Inga underarter finns listade i Catalogue of Life.

## Bildgalleri

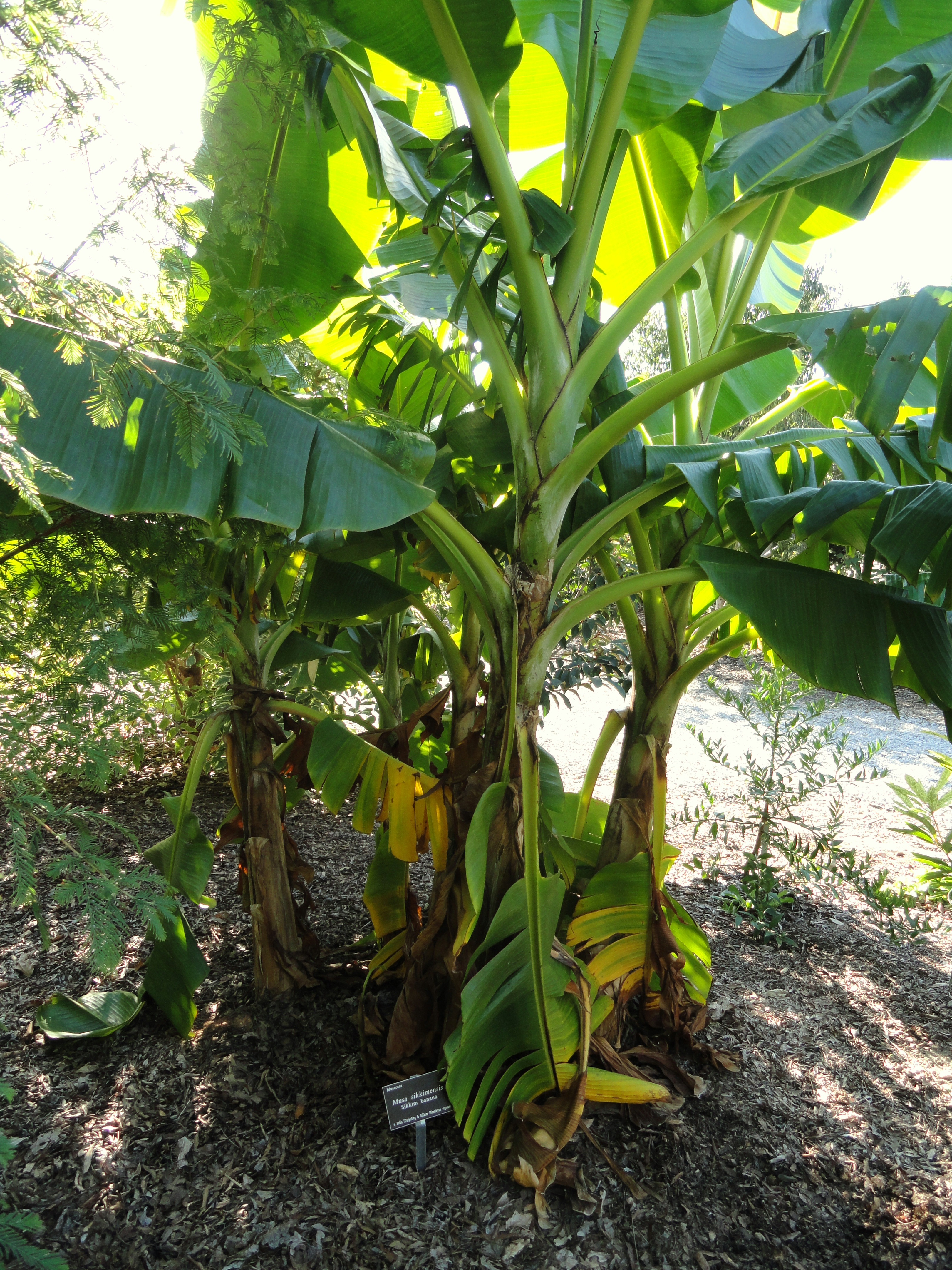